# Jeux équestres mondiaux de 2006
Navigation
Édition précédente Édition suivante
Les Jeux équestres mondiaux de 2006 ont été organisés en Allemagne à Aix-la-Chapelle.

## Compteur de médailles par nations
|    | Nation      | Or | Argent | Bronze | Total |
| -- | ----------- | -- | ------ | ------ | ----- |
| 1  | Allemagne   | 6  | 1      | 5      | 12    |
| 2  | États-Unis  | 2  | 4      | 3      | 9     |
| 3  | Pays-Bas    | 2  | 3      | 1      | 6     |
| 4  | Belgique    | 2  | 1      | –      | 3     |
| 5  | France      | 1  | 1      | 1      | 3     |
| 6  | Canada      | 1  | 1      | –      | 2     |
| 6  | Royaume-Uni | 1  | 1      | –      | 2     |
| 8  | Espagne     | 1  | –      | –      | 1     |
| 9  | Australie   | –  | 1      | 1      | 2     |
| 9  | Autriche    | –  | 1      | 1      | 2     |
| 9  | Danemark    | –  | 1      | 1      | 2     |
| 12 | Suisse      | –  | 1      | –      | 1     |
| 13 | Italie      | –  | –      | 1      | 1     |
| 13 | Portugal    | –  | –      | 1      | 1     |
| 13 | Slovaquie   | –  | –      | 1      | 1     |

## Nations participantes
59 délégations nationales ont participé à ces jeux :

## Résultats

### Attelage

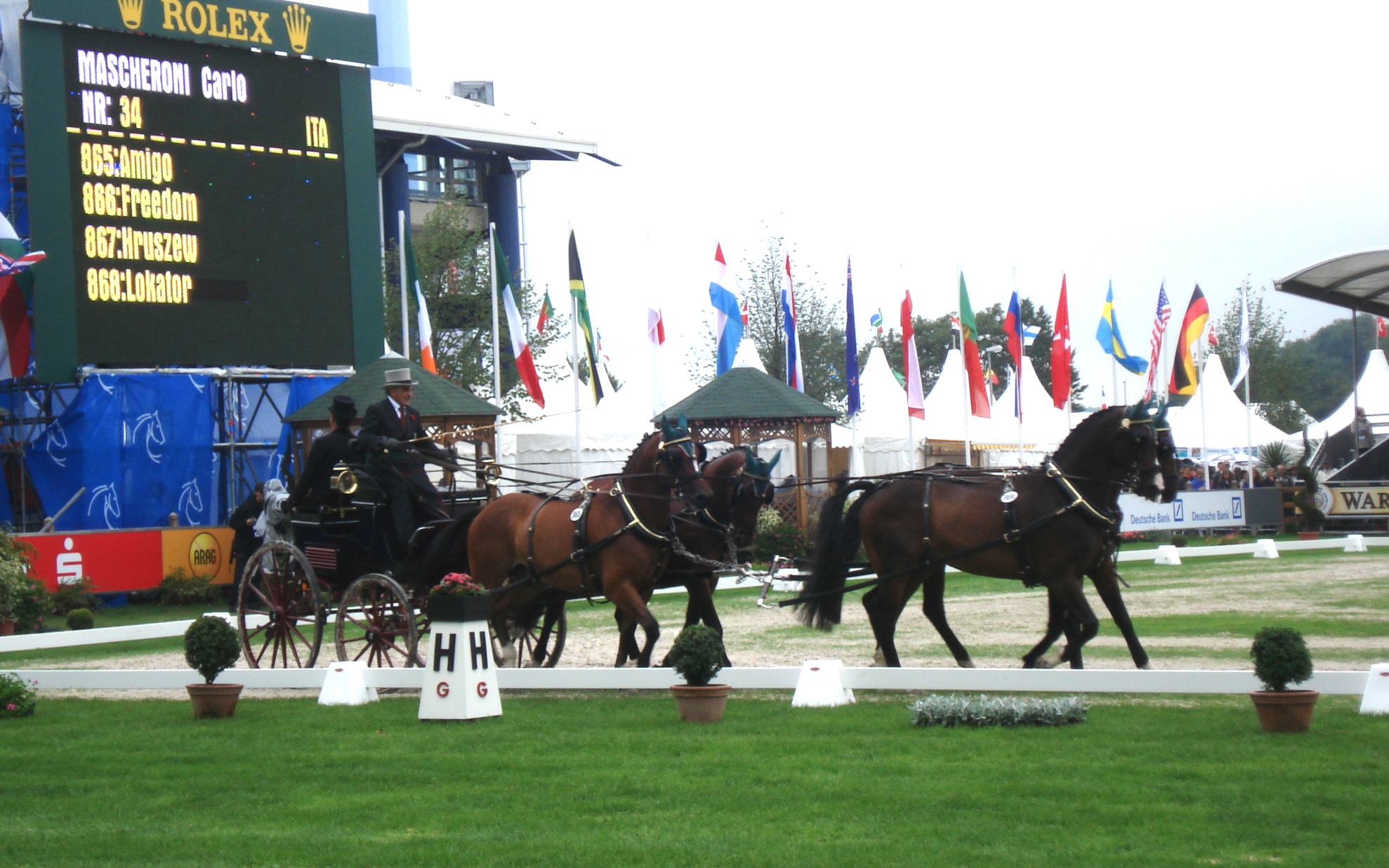
Le meneur italien Carlo Mascheroni pendant les épreuves d'attelage.

49 meneurs de 19 pays ont participé à cette épreuve.
| Classement | Meneur               | Chevaux                                       | Pays      | Points Dressage | Points Marathon | Points maniabilité | Total Points |
| ---------- | -------------------- | --------------------------------------------- | --------- | --------------- | --------------- | ------------------ | ------------ |
|            | Félix-Marie Brasseur | Odoroso, Orphen, Tulipa, Quijote              | Belgique  | 41,86           | 104,51          | 0,00               | 146,37       |
|            | Ijsbrand Chardon     | Argus, Camacho, Ferdinand, Kelvin, Zidane     | Pays-Bas  | 41,22           | 104,08          | 3,88               | 149,18       |
|            | Christoph Sandmann   | Dicky 7, Dinard, Erwood, Gerlof, Haut Marnais | Allemagne | 46,59           | 107,58          | 0,.00              | 154,17       |

| Classement | Meneurs                                               | Pays      | Total Points |
| ---------- | ----------------------------------------------------- | --------- | ------------ |
|            | Christoph Sandmann Michael Freund Rainer Duen         | Allemagne | 311,84       |
|            | Felix-Marie Brasseur Gert Schrijvers Geert De Brauwer | Belgique  | 316,55       |
|            | Ijsbrand Chardon Theo Timmerman Koos de Ronde         | Pays-Bas  | 319,32       |

### Concours complet d'équitation

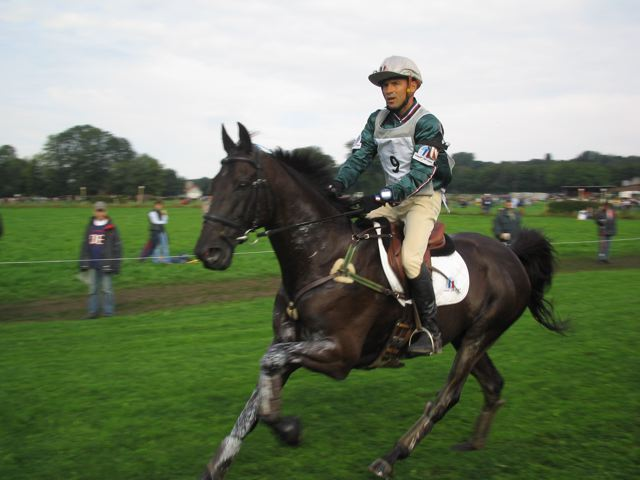
Le Français Gilles Viricel sur Black Ring*Mili pendant l'épreuve de cross du concours complet. Il terminera à la.

| Classement | Cavalier           | Cheval         | Pays        | Points Dressage | Points Cross | Points Obstacles | Total Points |
| ---------- | ------------------ | -------------- | ----------- | --------------- | ------------ | ---------------- | ------------ |
|            | Zara Phillips      | Toytown        | Royaume-Uni | 41,70           | 0            | 5                | 46,70        |
|            | Clayton Fredericks | Ben Along Time | Australie   | 41,40           | 4,40         | 0                | 48,80        |
|            | Amy Tryon          | Poggio         | États-Unis  | 50,70           | 0            | 0                | 50,70        |

| Classement | Cavaliers                                                | Chevaux                                                         | Pays        | Total Points |
| ---------- | -------------------------------------------------------- | --------------------------------------------------------------- | ----------- | ------------ |
|            | Frank Ostholt Hinrich Romeike Bettina Hoy Ingrid Klimke  | Air Jordan II Marius Ringwood Sleep late                        | Allemagne   | 156,00       |
|            | Zara Phillips Daisy Dick William Fox-Pitt Mary King      | Toytown Spring Along Tamarillo Call Again Cavalier              | Royaume-Uni | 180,00       |
|            | Clayton Fredericks Megan Jones Handrew Hoy Sonja Johnson | Ben ALong Time Kirby Park Irish Master Monarch Ringwould Jaguar | Australie   | 197,30       |

### Dressage
| Classement | Cavalier           | Cheval           | Pays      | Note Finale |
| ---------- | ------------------ | ---------------- | --------- | ----------- |
|            | Anky van Grunsven  | Salinero         | Pays-Bas  | 86,100      |
|            | Andreas Helgstrand | Blue Hors Matiné | Danemark  | 81,500      |
|            | Isabell Werth      | Satchmo          | Allemagne | 80,750      |

| Classement | Cavalier           | Cheval           | Pays      | Note Finale |
| ---------- | ------------------ | ---------------- | --------- | ----------- |
|            | Isabell Werth      | Satchmo          | Allemagne | 79,480      |
|            | Anky van Grunsven  | Salinero         | Pays-Bas  | 77,800      |
|            | Andreas Helgstrand | Blue Hors Matiné | Danemark  | 76,560      |

| Classement | Cavaliers                                                                | Chevaux                                             | Pays       | Note Totale |
| ---------- | ------------------------------------------------------------------------ | --------------------------------------------------- | ---------- | ----------- |
|            | Hubertus Schmidt Heike Kemmer Nadine Capellmann Isabell Werth            | Wansuela Suerte Bonaparte Elvis Satchmo             | Allemagne  | 223,625     |
|            | Laurens Van Lieren Imke Schellekens-Bartels Anky van Grunsven Edward Gal | Hexagon´s Ollright Sunrise Salinero Securicor Lingh | Pays-Bas   | 217,917     |
|            | Leslie Morse Guenter Seidel Steffen Peters Debbie McDonald               | Tip Top 962 Aragon Floriano Brentina                | États-Unis | 213,917     |

### Endurance
| Classement | Cavalier            | Cheval             | Pays    | Temps           | Vitesse moyenne |
| ---------- | ------------------- | ------------------ | ------- | --------------- | --------------- |
|            | Miguel Villa Ubach  | Hungares           | Espagne | 9 h 12 min 27 s | 17,38 km/h      |
|            | Virginie Atger      | Kangoo d'Aurabelle | France  | 9 h 16 min 13 s | 17,26 km/h      |
|            | Élodie Le Labourier | Sangho Limousian   | France  | 9 h 16 min 14 s | 17,26 km/h      |

| Classement | Cavaliers                                      | Chevaux                                              | Pays     | Temps Total      |
| ---------- | ---------------------------------------------- | ---------------------------------------------------- | -------- | ---------------- |
|            | Philippe Benoit Virginie Atger Pascale Dietsch | Akim du Boulve Kangoo d'Aurabelle Hifrane du Barthas | France   | 28 h 11 min 27 s |
|            | Anna Lena Wagner Nora Wagner Urs Wenger        | Tessa IV Temir Zialka                                | Suisse   | 29 h 57 min 01 s |
|            | Joao Raposo Ana Margarida Costa Ana Barbas     | Sultão Gozlane du Somail Piperino                    | Portugal | 30 h 38 min 01 s |

### Reining
| Classement | Cavalier      | Cheval            | Pays       | Total Points |
| ---------- | ------------- | ----------------- | ---------- | ------------ |
|            | Duane Latimer | Hang Ten Surprize | Canada     | 230          |
|            | Tim McQuay    | Mister Nidacual   | États-Unis | 230          |
|            | Aaron Ralston | Smart Paul Olena  | États-Unis | 227,5        |

| Classement | Cavaliers                                                     | Chevaux                                                            | Pays       | Total Points |
| ---------- | ------------------------------------------------------------- | ------------------------------------------------------------------ | ---------- | ------------ |
|            | Dell Hendricks Tim McQuay Matt Mills Aaron Ralston            | Starbucks Sidekick Mister Nidacual Easy Otie Whiz Smart Paul Olena | États-Unis | 665          |
|            | Luke Gagnon Francois Gautier Lance Griffin Duane Latimer      | Lil Santana Snow Gun Whiz N Tag Chex Hang Ten Surprize             | Canada     | 664          |
|            | Dario Carmignani Adriano Meacci Christian Perez Marco Ricotta | Skeets Dun Docs Tivio Hancock Dualin For Me Peppy Secolo           | Italie     | 656          |

### Saut d'obstacles
| Classement | Cavalier                   | Pays       | Cumano | Authentic | Shutterfly | Pialotta | Total points | Total après Barrage |
| ---------- | -------------------------- | ---------- | ------ | --------- | ---------- | -------- | ------------ | ------------------- |
|            | Jos Lansink                | Belgique   | 0      | 0         | 0          | 0        | 0            | 0 points 45 s 01    |
|            | Beezie Madden              | États-Unis | 0      | 0         | 0          | 0        | 0            | 4 points 43 s 74    |
|            | Meredith Michaels-Beerbaum | Allemagne  | 0      | 0         | 0          | 0        | 0            | 4 points 45 s 40    |
| 4e         | Edwina Alexander           | Australie  | 0      | 0         | 4          | 0        | 4            | non-participante    |

La finale tournante regroupe les 4 meilleurs cavaliers et chevaux de la compétition. Chaque cavalier monte tour à tour les quatre chevaux sur un parcours. En cas d'égalité du nombre de point un barrage avec chronomètre est organisé pour déterminer le vainqueur.
| Classement | Cavaliers                                                            | Chevaux                                                            | Pays       | Total Points |
| ---------- | -------------------------------------------------------------------- | ------------------------------------------------------------------ | ---------- | ------------ |
|            | Piet Raymakers Jeroen Dubbeldam Albert Zoer Gerco Schröder           | Van Schijndel´s Curtis Bmc Up And Down Okidoki Eurocommerce Berlin | Pays-Bas   | 11,01        |
|            | Margie Engle Laura Kraut Mclain Ward Beezie Madden                   | Hidden Creek´s Quervo Gold Miss Independent Sapphire Authentic     | États-Unis | 18,85        |
|            | Ludger Beerbaum Christian Ahlmann M. Michaels-Beerbaum Marcus Ehning | L'Espoir Z Cöster Shutterfly Noltes Küchengirl                     | Allemagne  | 19,16        |

### Voltige
| Classement | Voltigeur        | Longeur         | Cheval  | Pays      | Note Finale |
| ---------- | ---------------- | --------------- | ------- | --------- | ----------- |
|            | Kai Vorberg      | Kirsten Graf    | Picasso | Allemagne | 8,524       |
|            | Gero Meyer       | Alexander Hartl | Arador  | Allemagne | 8,161       |
|            | Ladislav Majdlen | Marian Pavlak   | Catalin | Slovaquie | 8,150       |

| Classement | Voltigeuse       | Longeur          | Cheval    | Pays       | Note Finale |
| ---------- | ---------------- | ---------------- | --------- | ---------- | ----------- |
|            | Megan Benjamin   | Lasse Kristensen | Leonardo  | États-Unis | 8,421       |
|            | Katharina FALTIN | Julia Nobauer    | Pitucelli | Autriche   | 8,311       |
|            | Sissi Jarz       | Julia Nobauer    | Escudo    | Autriche   | 8,254       |

| Classement | Longeurs        | Cheval        | Pays       | Note Finale |
| ---------- | --------------- | ------------- | ---------- | ----------- |
|            | Jessica Schmitz | Cepin         | Allemagne  | 8,189       |
|            | Silke Bartel    | Grand Gaudino | États-Unis | 8,161       |
|            | Maria Lehrmann  | Libretto      | Autriche   | 8,152       |

## Diffusion
Voici la liste des chaines ayant diffusés ces jeux :
- Canada : CBC
- Union européenne : Eurosport
- France : Equidia, TVI & TVI Sports
- Allemagne : ARD, WDR, ZDF
- Italie : RAI
- Pays-Bas : NOS
- Suisse : SF, TSI, TSR
- Suède : SVT
- Émirats arabes unis : Dubai TV
- Royaume-Uni : BBC
- États-Unis : HorseTV

## Galerie

Timbre postal avec cachet de la Deutsche Post émis à l'occasion des jeux équestres mondiaux et de la coupe du monde de football se déroulant en Allemagne la même année
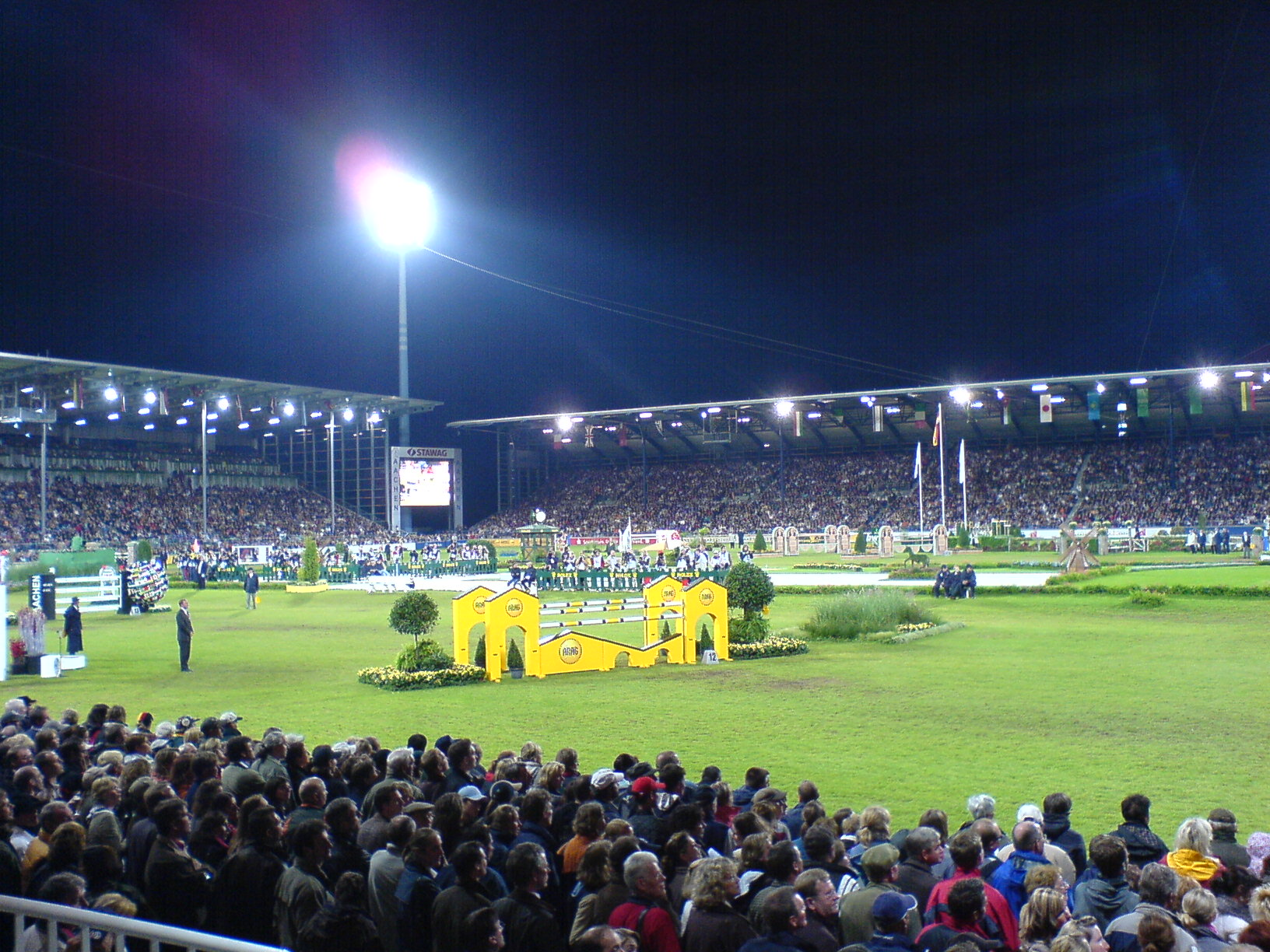
Stade principal d'Aix la Chapelle accueillant notamment les épreuves de saut d'obstacle